# Ingeborg Pfüller
Ingeborg Ela Pfüller (ur. 1 stycznia 1932) – argentyńska lekkoatletka, specjalistka pchnięcia kulą i rzutu dyskiem, mistrzyni igrzysk panamerykańskich, czterokrotna mistrzyni Ameryki Południowej, olimpijka.

## Kariera sportowa
W wieku 17 lat zdobyła brązowy medal w rzucie dyskiem na mistrzostwach Ameryki Południowej w 1949 w Limie.
Na igrzyskach panamerykańskich w 1951 w Buenos Aires zdobyła srebrny medal w rzucie dyskiem (przegrywając jedynie ze swą koleżanką z reprezentacji Argentyny Ingeborg Mello, a wyprzedzając Frances Kaszubski ze Stanów Zjednoczonych) oraz brązowy medal w pchnięciu kulą (za Mello i Verą Trezoitko z Brazylii). Zdobyła srebrne medale w obu tych konkurencjach na mistrzostwach Ameryki Południowej w 1952 w Buenos Aires (w obu przypadkach za Mello). Na igrzyskach olimpijskich w 1952 w Helsinkach zajęła 7. miejsce w rzucie dyskiem i odpadła w kwalifikacjach pchnięcia kulą. Zdobyła srebrny medal w rzucie dyskiem na nieoficjalnych mistrzostwach Ameryki Południowej w 1953 w Santiago. 
Zwyciężyła w rzucie dyskiem (wyprzedzając swą koleżankę z reprezentacji Argentyny Isabel Avellán i Alejandrinę Herrerę z Kuby) na igrzyskach panamerykańskich w 1955 w Meksyku.
Po kilkuletniej przerwie powróciła do rywalizacji międzynarodowej. Zdobyła srebrne medale w pchnięciu kulą i rzucie dyskiem na igrzyskach ibero-amerykańskich w 1960 w Santiago. Zwyciężyła w obu tych konkurencjach na mistrzostwach Ameryki Południowej w 1961 w Limie. Zdobyła złoty medal w rzucie dyskiem i brązowy w pchnięciu kulą na 
igrzyskach ibero-amerykańskich w 1962 w Madrycie. Ponownie zwyciężyła w pchnięciu kulą i rzucie dyskiem na mistrzostwach Ameryki Południowej w 1963 w Cali. Zdobyła srebrny medal w rzucie dyskiem (za Nancy McCredie z Kanady, a przed Sharon Shepherd z USA) oraz zajęła 5. miejsce w pchnięciu kulą na igrzyskach panamerykańskich w 1963 w São Paulo.